# Нагоми
Нагоми (яп. 和水町 Нагоми-мати) — посёлок в Японии, находящийся в уезде Тамана префектуры Кумамото. Площадь посёлка составляет 98,75 км², население — 10 505 человек (1 августа 2014), плотность населения — 106,38 чел./км².

## Географическое положение
Посёлок расположен на острове Кюсю в префектуре Кумамото региона Кюсю. С ним граничат города Ямага, Тамана, Мияма, Яме и посёлки Нанкан, Гёкуто.

## Население
Население посёлка составляет 10 505 человек (1 августа 2014), а плотность — 106,38 чел./км². Изменение численности населения с 1980 по 2005 годы:
| 1980 | 13 972 чел. |  |
| 1985 | 13 820 чел. |  |
| 1990 | 13 484 чел. |  |
| 1995 | 12 902 чел. |  |
| 2000 | 12 390 чел. |  |
| 2005 | 11 900 чел. |  |